# Syndrome d'Abdallat-Davis-Farrage
 Mise en garde médicale

Le syndrome d'Abdallat-Davis-Farrage a une transmission autosomique récessive.

Le syndrome d'Abdallat-Davis-Farrage est une forme de phacomatose, une maladie du système nerveux central accompagnée d'anomalies de la pigmentation cutanée. 
Le syndrome est nommé d'après l'équipe qui l'a décrit dans une famille jordanienne en 1980.

## Signes et symptômes
- Albinisme
- Pigmentation cutanée irrégulière
- Taches de rousseur excessives
- Insensibilité à la douleur
- Paraparésie/quadraparésie

## Transmission
La transmission de fait sur un mode autosomique récessif, et n'est pas liée au sexe.